# Небојша Бакарец
Небојша Бакарец (Осијек, 21. април 1963) је српски политичар. Дугогодишњи је активан у градској политици Београда и тренутно служи други мандат у Народној скупштини Србије. Некада истакнути члан Демократске странке Србије (ДСС), сада је члан Српске напредне странке (СНС).

## Рани живот и приватна каријера
Бакарец је рођен у Осијеку, у тадашњој Социјалистичкој Републици Хрватској у Социјалистичкој Федеративној Републици Југославији. Касније се преселио у Београд. Има неколико тетоважа и написао је велики број песама.
Бакарец је писао чланке за Информер, таблоид у Србији.

## Политичка каријера
Бакарец је постао члан Демократске странке (ДС) када је вишестраначка демократија поново уведена у Србију 1990. године. Када се ДС распала 1992. године, придружио се отцепљеној Демократској странци Србије.

### Демократска странка Србије
ДСС је 2000. године учествовао у Демократској опозицији Србије (ДОС), широкој коалицији странака супротстављених администрацији Слободана Милошевића. Бакарец је био портпарол ДОС-а на општим изборима у Југославији 2000. и на парламентарним изборима у Србији 2000. године. Постао је председник Извршног одбора београдске општине Стари град после локалних избора у Србији 2000. године и на тој функцији је био до 2004. године. ДСС је напустио ДОС 2002. године; те године Бакарец је био портпарол лидера ДСС Војислава Коштунице у његовим настојањима да постане председник Србије на изборима у септембру–октобру и децембру.
Бакарец је на парламентарним изборима у Србији 2003. године освојио шездесет седмо место на изборној листи ДСС-а. Партија је освојила педесет три посланичка места. Првобитно није изабран у посланичку делегацију ДСС-а, али је добио мандат 12. фебруара 2004. као замена за другог члана. (Од 2000. до 2011. мандати су се додељивали успешним странкама и коалицијама, а не појединачним кандидатима, а уобичајена пракса је била да се мандати распоређују по бројчаном реду. Бакарчево место на листи ДСС није имало утицаја на то да ли је и када добио мандат) Његов први мандат у скупштини је у сваком случају био кратак; поднео је оставку 16. марта 2004.
Појавио се на водећој позицији на листи ДСС-а за Скупштину општине Стари град на локалним изборима у Србији 2004. и добио још један мандат након што је листа освојила једанаест мандата. Касније је постао заменик председника (тј. заменик градоначелника) општине и обављао је ову функцију до 2008.
Бакарец је добио мандат за Скупштину града Београда након што је на локалним изборима у Србији 2008. освојио двадесет и треће место на комбинованој листи ДСС–Нова Србија. Резултати ових избора у почетку су били неубедљиви, а између ДСС-а, Српске радикалне странке и Социјалистичке партије Србије разговарало се о формирању коалиционе владе. Ови разговори су били неуспешни; нову градску власт формирали су ДС и Социјалистичка партија, а ДСС је био у опозицији. Бакарец се такође поново појавио на челном месту на листи ДСС-а за Скупштину општине Стари Град и добио још један мандат у том телу.
Бакарец је 2011. године на сајту часописа Видовдан навео да је хомосексуалност абнормална и да треба да је лече психијатри и психолози. Наредне године, на основу ове изјаве, осуђен је од стране Првог основног суда у Београду за говор мржње и тешку дискриминацију ЛГБТ+ особа.
Изборни систем Србије реформисан је 2011. године, тако да су мандати додељени по бројчаном реду кандидатима на успешним изборним листама. Бакарец је на градским изборима 2012. године добио десету позицију на листи ДСС за Скупштину града Београда и поново је изабран када је листа освојила десет мандата. Такође је освојио педесет осмо место на листи ДСС-а на истовременим парламентарним изборима у Србији 2012. године. Странка је освојила двадесет и један мандат, а он није враћен.
Бакарец је промовисан на пето место на листи ДСС-а на изборима за Скупштину града Београда 2014. и поново је изабран када је листа освојила девет мандата. На изборима је победила Српска напредна странка и њени савезници. ДСС је после избора доживео озбиљан раскол. Бакарец је избачен из странке 2015. године и придружио се отцепљеној групи под називом Самостална демократска странка Србије, где је био један од њених инаугурационих потпредседника. Он је 2017. године напустио ову групу и приступио напредној странци. Касније је рекао да је напредњацима приступио на захтев Александра Вучића и да је потпредседник Напредне странке Миленко Јованов, и сам бивши члан ДСС-а, помогао да се тај потез олакша.

### Српска напредна странка
Бакарец је на изборима за Скупштину града Београда 2018. освојио тридесет пету позицију на листи Напредне странке и изабран је за четврти мандат када је листа однела већинску победу са шездесет четири мандата. Две године касније освојио је 132. место на листи Напредне странке на парламентарним изборима у Србији 2020. и изабран је за други мандат у Народној скупштини када је листа освојила убедљиву већину са 188 мандата. Сада је члан скупштинског одбора за административна, буџетска, мандатна и питања имунитета; члан одбора за људска и мањинска права и родну равноправност; заменик члана одбора за Косово и Метохију и одбора за културу и информисање; вођа посланичке групе пријатељства Србије са Науруом; и члан парламентарних група пријатељства са Бахамима, Боцваном, Камеруном, Централноафричком Републиком, Коморима, Доминиканском Републиком, Еквадором, Екваторијалном Гвинејом, Еритрејом, Гренадом, Гвинејом Бисао, Јамајком, Киргистаном, Либеријом, Мадагаскаром, Малијем, Маурицијусом, Мозамбиком, Никарагвом, Нигеријом, Палауом, Папуом Новом Гвинејом, Парагвајем, Пољском, Републиком Конго, Светим Винсентом и Гренадинима, Сао Томе и Принсипеом, Соломоновим Острвима, Јужним Суданом, Шри Ланком, Суданом, Тогоом, Суринамом, Тринидад и Тобагом, Уругвајем и Узбекистаном.